# Apataniana impexa
Apataniana impexa là một loài Trichoptera trong họ Apataniidae. Chúng phân bố ở miền Cổ bắc.